# Jacob Visser
Jacob Sjoukes Visser (Sneek, onbekend - aldaar, onbekend) was een Nederlands soldaat die een belangrijke rol speelt in de geschiedenis van de Sneekweek en de Hardzeildag in de Friese stad Sneek.
Begin 1800 werd de Sneker Jacob Visser in Franse krijgsdienst genomen. Aan het eind van de Franse tijd werd hij dood gewaand. Een levensteken van hem in 1814 was reden voor de Sneker bevolking om Jacob Visser feestelijk te ontvangen. Hij was op weg naar huis, en die weg ging toen nog over water. In allerijl werd een feestelijke boottocht vanuit Sneek georganiseerd. In slagorde trok heel varend Sneek naar Joure om Jacob Visser feestelijk op te halen. 
De zeilpartij viel zo in de smaak dat besloten werd in het vervolg weer elk jaar een dag met feestelijke zeilwedstrijden en -plechtigheden te organiseren op de woensdag die het dichtst lag bij de verjaardag van de nieuwe vorst Willem I. Dit werd het Sneeker Admiraalzeilen, later opgevolgd door de Sneeker Hardzeildag en vervolgens uitgebreid tot de Sneekweek.